# NGC 427
NGC 427 este o galaxie spirală barată, situată în constelația Sculptorul. A fost descoperită în 25 septembrie 1834 de către John Herschel.